# Coglès
Coglès är en kommun i departementet Ille-et-Vilaine i regionen Bretagne i nordvästra Frankrike. Kommunen ligger i kantonen Saint-Brice-en-Coglès som tillhör arrondissementet Fougères-Vitré. År 2018 hade Coglès 657 invånare.

## Befolkningsutveckling
Antalet invånare i kommunen Coglès
Referens:INSEE